# 京都府立舞鶴支援学校行永分校
京都府立舞鶴支援学校行永分校（きょうとふりつ まいづるしえんがっこう ゆきながぶんこう）は、京都府舞鶴市行永にある府立特別支援学校。
舞鶴医療センター（旧・国立舞鶴病院）に入院して治療生活を送る児童・生徒を主な教育対象とする。

## 所在地
- 京都府舞鶴市行永2510-17

北緯35度27分43秒 東経135度24分12秒 / 北緯35.46206度 東経135.40342度座標: 北緯35度27分43秒 東経135度24分12秒 / 北緯35.46206度 東経135.40342度
舞鶴若狭自動車道 舞鶴東IC から約10分。
JR西日本 舞鶴線 東舞鶴駅 から自動車で約10分。

## 設置学部
- 小学部
- 中学部

登校学習・院内学習・ベッドサイド学習など個人の病状に応じた学習形態をとる。

## 歴史
- 1970年（昭和45年）4月1日 - 舞鶴市立倉梯小学校の一学級として、国立舞鶴病院（現・舞鶴医療センター）内に「病弱学級」を開設。

校舎は旧海軍病院病院(木造)を使用
- 1972年（昭和47年）- 舞鶴市立青葉中学校の一学級として「病弱学級」を開設。
- 年月日不明 -「病弱学級」を 舞鶴市立倉梯小学校、青葉中学校の国立舞鶴病院分校となる。
- 1979年（昭和54年）4月1日 - 京都府立舞鶴養護学校として新築開校。
- 2005年（平成17年）4月1日 - 舞鶴市堀に京都府立舞鶴養護学校が新たに開校したことに伴い、同日付けで、京都府立舞鶴養護学校行永分校として衣替え。
- 2011年（平成23年）4月1日 - 学校名を「京都府立舞鶴支援学校行永分校」に変更。